# Antonio Bachiller y Morales
Antonio Bachiller y Morales (La Habana, 7 de junio de 1812 - ibídem, 10 de enero de 1889)
fue un historiador, profesor universitario, periodista, bibliógrafo y americanista cubano. Se dedicó a estudiar la América precolombina, y fue un contribuyente al estudio de la bibliografía en Cuba y en Latinoamérica.
Fue uno de los pocos cubanos ―junto con Varela, Saco, Poey, Avellaneda y Plácido― cuyo nombre sonó con honor en el extranjero.

## Primeros años
Nació en la calle Habana de la ciudad de La Habana, capital de Cuba. Fue el hijo mayor de Antonia Morales y Núñez del Castillo y del teniente coronel Gabriel Bachiller.
Tuvo familiares destacados, como su tío, el Dr. Rafael Bachiller y Mena (oidor de la Audiencia de Guadalajara en México y autor de una instrucción publicada en las memorias de la Real Sociedad Económica de La Habana), el Dr. Rafael del Castillo y Sucre (orador), José del Castillo (redactor del Patriota Americano, periódico que fuera elogiado por el naturalista berlinés Alejandro de Humboldt [1769-1859]), Andrés de Arango, José Arango Barrios Siscara, y Anastasio Carrillo Arango (de renombre por sus escritos y su patriotismo).
Su nieto sería el Dr. Raimundo de Castro y Bachiller, quien fue profesor titular de Medicina Legal de la Universidad de La Habana, presidente de la sección de Literatura, Historia y Bellas Artes de la Sociedad Económica de Amigos del País y secretario de la Real Academia de Ciencias Médicas, Físicas y Naturales de La Habana en 1942.

## Estudios
En su infancia y juventud estudió en el Real y Conciliar Colegio Seminario de San Carlos, de donde se graduó el 17 de marzo de 1829 con conclusiones públicas en latín sostenidas por los libros canónicos.
Ingresó en la Real y Pontificia Universidad de La Habana, donde estudió Lógica, Metafísica y Moral.
En 1831 se recibió (con sobresaliente) de bachiller en Derecho Civil.
El 12 de mayo de 1834 se graduó de bachiller en Cánones.
En diciembre de 1837 se recibió de licenciado en Derecho Canónico, con sobresaliente.
En 1838 se mudó a Puerto Príncipe (actual Camagüey, en el centro de la isla, a unos 600 km al sureste de La Habana), ante cuyo tribunal habilitado en la audiencia de esa localidad, y con calificación de sobresaliente, obtuvo el título de abogado, del que se tomó razón al año siguiente (1839).
Entre sus múltiples ocupaciones, se dedicó a investigar la historia de América antes de la invasión española. Publicó Antigüedades americanas y Cuba primitiva.

## Exilio en Estados Unidos
Liberal en política y partidario de la «unidad moral» de las razas, Bachiller y Morales estuvo presente como patriota en los Sucesos del Teatro Villanueva (hecho vandálico y sangriento, perpetrado por los voluntarios españoles contra los criollos simpatizantes de la independencia el 22 de enero de 1869) y del Café del Louvre, en La Habana. Fue considerado sospechoso por las autoridades españolas de su país, por lo que ese mismo emigró con su familia a la ciudad de Nueva York (Estados Unidos). Desde ese país ―donde permaneció nueve años, hasta 1878― escribió cartas al periódico mexicano El Siglo XIX, en las cuales relataba aspectos de la Guerra de los Diez Años (la infructuosa lucha por la independencia contra el Imperio español).
Colaboró con El Mundo Nuevo, La América Ilustrada, Museo de las Familias y Educador Popular. También aportó biografías de cubano-estadounidenses para la gran Appletons' Cyclopædia of American Biography.
En 1872 publicó dos ediciones de la Guía de la Ciudad de Nueva York.
En 1875 prologó las obras del poeta José María Heredia (1803-1839), que se publicaron en Nueva York.

## Cargos
En 1836 empezó a ejercer la docencia como catedrático de Religión y Derecho Natural en el Seminario de San Carlos.
En 1838 fue nombrado secretario de la Sección de Educación de la Sociedad Económica de Amigos del País. En 1841 se convirtió en director de la Cátedra de Economía Política, de la referida Sociedad Económica. Ese mismo año fue nombrado presidente de la Sociedad Antropológica de la Isla de Cuba.
Fue miembro de prestigiosas instituciones científicas como la Sociedad Arqueológica Matritense (de Madrid), la Sociedad de Historia de Nueva York, la Sociedad Económica de Puerto Rico.
A partir de 1863 fue catedrático de Economía política en el Instituto de Segunda Enseñanza de La Habana, donde en 1868 llegó a ser director.
Fue también decano de la Facultad de Filosofía de la Universidad de La Habana.

## Condecoraciones
Durante su vida recibió numerosas distinciones científicas, entre las que se destacaron el haber sido nombrado «socio de mérito» de la Sociedad Económica de Amigos del País, y posteriormente «socio de honor».
En 1835 mereció certificación honorífica de la Academia de Jurisprudencia de San Fernando por el desempeño de un programa práctico de aquella materia, habiendo en el mismo obtenido premio en concurso público, promovido por la Sociedad Económica de Amigos del País, por su Memoria sobre el libre tráfico del tabaco en rama.
En 1845 fue designado socio correspondiente de la Academia de Anticuarios del Norte de Europa, y fue también socio de mérito de la Sociedad Antropológica de la Isla de Cuba.

### Muerte
Falleció en La Habana, el 10 de enero de 1889.

Caballero cubano, americano apasionado, cronista ejemplar, filólogo experto, arqueólogo famoso, filósofo asiduo, maestro amable, abogado justo, literato diligente y orgullo de Cuba.
José Martí

Desde 1958, en Cuba se conmemora la fecha de su nacimiento (7 de junio) como el Día del Bibliotecario.
La Sociedad Cubana de Ciencias de la Información (SOCICT) ―que agrupa a los especialistas vinculados a las actividades de la información científico-técnica― y la Asociación Cubana de Bibliotecarios (ASCUBI) instauraron en 1995 el sello conmemorativo Antonio Bachiller y Morales, que se otorga a personalidades e instituciones como reconocimiento por los méritos alcanzados en la contribución a la actividad bibliotecaria e informativa.

## Principales obras
Su obra: Apuntes para la historia de las Letras y de la instrucción Pública en la Isla de Cuba, publicada entre 1859 y 1861 resulta una de las contribuciones más importantes al estudio de la bibliografía hispanoamericana y al análisis de los progresos alcanzados por la civilización en Cuba. Realizó también relevantes aportes con sus escritos de carácter socioeconómico referidos a la trata, al libre comercio y a los problemas de la agricultura en la Isla.
Sus escritos aparecieron en todas las publicaciones de Cuba.
Durante los años que residió en Estados Unidos (entre 1869 y 1878) publicó textos en distintos medios de ese país; entre ellos se destaca el artículo «Cuba», que fue publicado en la enciclopedia estadounidense Appleton.
- 1835: "Ocios Juveniles" Primeras poesías de Bachiller y Morales. Escrito en La Habana.
- 1845: Antigüedades americanas. La Habana: Oficina del Faro Industrial.
- 1856: Prontuario de agricultura para el uso de los labradores y hacendados de la Isla de Cuba. La Habana: Imprenta de Baruni.
- 1857: Elementos de filosofía del Derecho o curso de Derecho natural. La Habana: Imprenta del Tiempo.
- 1859-1861: Apuntes para la Historia de las Letras y de la Instrucción Pública en la isla de Cuba. La Habana: Imprenta de P. Massana.
- 1883: Cuba primitiva. Origen, lenguas, tradiciones e historia de los Indios de las Antillas Mayores y las Lucayas. La Habana: Librería de M. de Villa.
- 1883: Cuba: Monografía histórica sobre la pérdida de La Habana hasta la Restauración Española. La Habana: Librería de M. de Villa.

Sus obras se encuentran en la Biblioteca Astor en Nueva York.